# Szelén-hexaszulfid
A szelén-hexaszulfid egy kémiai vegyület, képlete Se2S6. Molekuláris szerkezete egy két szelén- és hat kénatomot tartalmazó gyűrűből áll, analóg a ciklooktakénnel S8, és az SenS8-n általános összegképletű szelén-szulfidokkal. Oxidálószer.
Számos izomerje létezik a szelén atomok elhelyezkedése a gyűrűn belül szerint: 1,2 (ahol a szelén atomok szomszédosak), 1,3, 1,4, és 1,5.
Az 1,2-izomert elő lehet állítani klórszulfán diklórdiszelán, kálium-jodid, és szén-diszulfid reakciójával. A reakcióban keletkezik továbbá ciklooktaszelén Se8 és az összes többi nyolc tagú gyűrűs szelén-szulfidok, kivéve SeS7, és még néhány további hét és hat tagú gyűrűs szelén-szulfidot.

## Fordítás
Ez a szócikk részben vagy egészben  a   Selenium hexasulfide című angol Wikipédia-szócikk ezen változatának fordításán alapul.  Az eredeti cikk szerkesztőit annak laptörténete sorolja fel. Ez a jelzés csupán a megfogalmazás eredetét és a szerzői jogokat jelzi, nem szolgál a cikkben szereplő információk forrásmegjelöléseként.